# Li Fridman
Li Fridman Moses (Israel, 7 de septiembre de 1986) es una actriz chilena que se hizo conocida por las telenovelas de Mega, Papá a la deriva y Ámbar.

## Biografía
Li Fridman estudió danza en la Universidad ARCIS, estudios que debió compatibilizar con el nacimiento de su pequeña hija.
Su primer acercamiento a la actuación fue como extra en la teleserie Soltera otra vez. En 2013 asistió a los talleres de la Escuela de Talentos de Moira Miller y María Eugenia Rencoret en TVN, obteniendo una participación especial en Vuelve temprano.
Debutó de manera oficial en la teleserie Papá a la deriva, emitida por Mega en 2015. Pese a que tenía 28 años de edad, su personaje era una adolescente de 16.
Al año siguiente fue parte del espectáculo musical Aladino que giró por varias ciudades del país.
En 2022 es parte de la serie Los Prisioneros de la plataforma de streaming Movistar TV App, interpretando a Cecilia Aguayo.

## Filmografía

### Cine
| Teleseries | Teleseries             | Teleseries | Teleseries                    |
| Año        | Película               | Rol        | Director                      |
| ---------- | ---------------------- | ---------- | ----------------------------- |
| 2016       | Aquí no ha pasado nada | Lucía      | Alejandro Fernández Almendras |

### Teleseries
| Teleseries | Teleseries              | Teleseries      | Teleseries |
| Año        | Teleserie               | Rol             | Canal      |
| ---------- | ----------------------- | --------------- | ---------- |
| 2013       | Somos los Carmona       | Estudiante      | TVN        |
| 2014       | Vuelve temprano         | Josefina        | TVN        |
| 2014       | Pituca sin lucas        | Amiga de Jesús  | Mega       |
| 2015       | Papá a la deriva        | Esmeralda Montt | Mega       |
| 2016       | Ámbar                   | Ignacia Bilbao  | Mega       |
| 2025       | Nuevo amores de mercado | Coto            | Mega       |

### Series y unitarios
| Teleseries | Teleseries       | Teleseries     | Teleseries         |
| Año        | Serie            | Rol            | Canal              |
| ---------- | ---------------- | -------------- | ------------------ |
| 2019       | Amor en línea    | Coté           | TVN                |
| 2020       | La jauría        | Alumna         | Amazon Prime Video |
| 2022       | Los Prisioneros  | Cecilia Aguayo | Movistar TV App    |
| 2023       | Casado con hijos | Delincuente    | Mega               |